# Taenaris elatus
Taenaris elatus är en fjärilsart som beskrevs av Brooks 1944. Taenaris elatus ingår i släktet Taenaris och familjen praktfjärilar. Inga underarter finns listade i Catalogue of Life.